# Jieze Chaka
Jieze Chaka (kinesiska: 结则茶卡) är en saltsjö i Kina. Den ligger i den autonoma regionen Tibet, i den sydvästra delen av landet, omkring 1 100 kilometer nordväst om regionhuvudstaden Lhasa. Arean är 106 kvadratkilometer.
Genomsnittlig årsnederbörd är 168 millimeter. Den regnigaste månaden är augusti, med i genomsnitt 44 mm nederbörd, och den torraste är november, med 1 mm nederbörd.